# Pixeline: Hotel Skrottenborg
Pixeline: Hotel Skrottenborg er det tiende spil i Pixeline-serien. Spillet udkom i 2004 og er udgivet af Krea Medie.
Spillet begynder med, at Pixeline er på hotelferie på øen Solø. Her har hoteldirektør Sommer forsømt driften og kørt Hotel Skrottenborg i sænk.
Pixeline og hendes venner skal derfor hjælpe med at få hotellet på fode igen. Dette sker ved at tjene solkroner i ti forskellige minispil, hvor man blandt andet skal sortere kufferter og flyve med post. Solkronerne kan derefter bruges til at købe nye ting til indretningen af det forfaldne hotel.